# Simulium marathrumi
Simulium marathrumi är en tvåvingeart som beskrevs av David Fairchild 1940. Simulium marathrumi ingår i släktet Simulium och familjen knott.
Artens utbredningsområde är Panama. Inga underarter finns listade i Catalogue of Life.